# Хаджиевский, Джёко
Джёкица «Джёко» Хаджиевский (макед. Ѓокица «Ѓоко» Хаџиевски, родился 31 марта 1955) — югославский и македонский футболист, игравший на позиции защитника, ныне тренер.

## Карьера
Выступал за команды «Тетекс» и «Пелистер», будучи игроком, крупных успехов не добился. Тренерскую карьеру начинал, будучи наставником молодёжного состава «Пелистера». В начале 1990-х был наставником «Вардара», софийского ЦСКА и «Войводины». В ЦСКА Гёко считался перспективным тренером, однако был неожиданно уволен по решению президента Петара Калпакачиева. С «Вардаром» он добился побед в чемпионатах Македонии 1993, 1994 и 1995 годов, а также выиграл Кубки Македонии 1993 и 1995 годов, чем заработал уважение в Македонии.
С 1995 по 1999 Хаджиевский возглавлял сборную Македонии, однако был уволен после двух неудачных отборочных турниров, в каждом из которых Македония заняла 4-е место в группах. В 2000 году Гёко возглавил японский клуб «Джубило Ивата», с которым выиграл Суперкубок Японии и дошёл до финала Лиги чемпионов АФК. В 2001 году он вернулся в «Вардар», где проработал два года. С «Вардаром» Хаджиевский вышел в Лигу чемпионов, в которой «Вардар» сенсационно одержал победу над московским ЦСКА, но накануне начала турнира подал в отставку по собственному желанию.
С 2003 по 2006 годы работал в Греции с клубами «Кастория» и «Докса Драма», в 2006—2007 годах тренировал болгарский «Вихрен». В 2007 году Хаджиевский приехал в Азербайджан, где сначала возглавил «Бакы», а затем неожиданно принял и национальную сборную под конец отборочного турнира Евро-2008 после отставки Шахина Диниева, проиграв оба оставшихся матча. Собирался готовить сборную Азербайджана к отборочному турниру УЕФА чемпионата мира 2010 года, рассчитывая вывести команду на третье место, однако в 2008 году уступил место Берти Фогтсу.
В 2009 году покинул «Бакы», уйдя в киприотский «Атромитос» (в том же году Хаджиевский стал лучшим тренером Азербайджана). С 2010 по 2011 годы он тренировал азербайджанский «Симург», а в 2011 году уехал в Саудовскую Аравию, где сейчас работает с командой «Аль-Таавун».